# Rudolf Kaltenbach

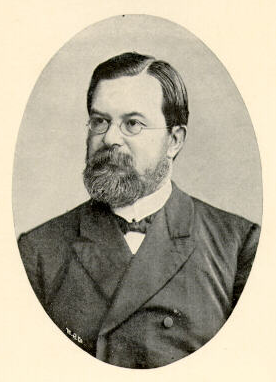
Rudolf Kaltenbach.

Rudolf Kaltenbach, född den 12 maj 1842 i Freiburg im Breisgau, död den 21 november 1893 i Halle, var en tysk gynekolog. 
År 1865 blev han medicine doktor vid universitetet i Wien och tjänstgjorde sedan under Johann von Dumreicher (1815-1880) vid det kirurgiska sjukhuset i Wien. Från 1867 till 1873 var han assistent hos Alfred Hegar (1830-1914) i Freiburg.
Kaltenbach blev därefter professor i gynekologi och obstetrik vid universitetet i Giessen. År 1887 blev han professor i Halle, där han efterträdde Robert von Olshausen (1835-1915).  
Kaltenbach är ihågkommen för sina talrika medicinska arbeten. Han har givit namn åt Kaltenbachschemat, ett gynekologisk grafiskt hjälpmedel beträffande menstruationscykeln.